# 遺書

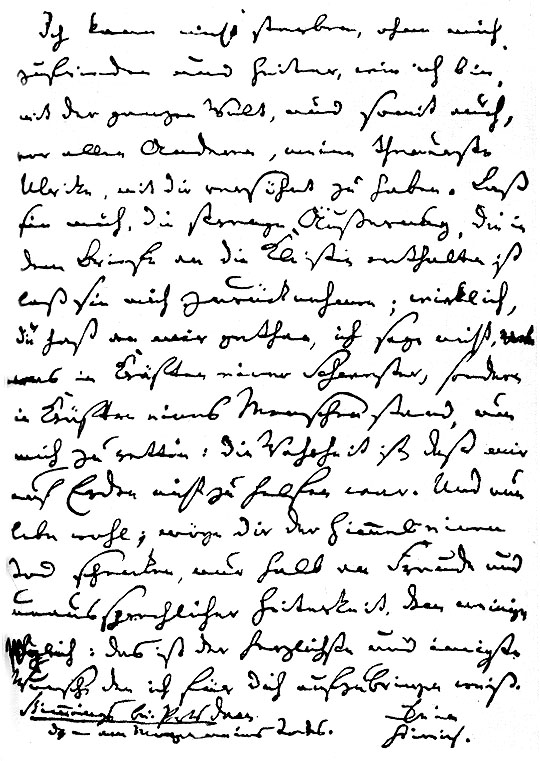
ハインリヒ・フォン・クライストの遺書（自殺メモ）

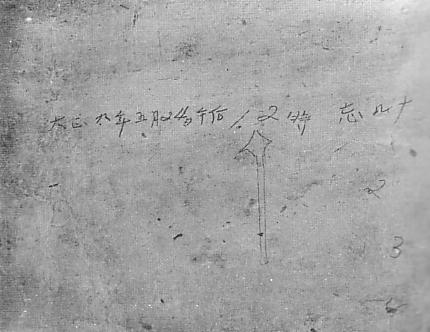
尼港事件で処刑される直前に監獄の壁に書かれた遺書（1920年5月24日）
「大正九年五月24日午后12時忘ルナ」

遺書（いしょ）とは、死後のために書きのこした文書のことで、かきおき、遺言状とも言う。「ゆいしょ」「ゆいじょ」とも。英語では死につつある者が書き残す書面をwill、testament、farewell note、自殺する者が書き残す書面をsuicide noteあるいはsuicide letterと区別する。後者の場合「自殺メモ」と邦訳することがある。

## 概要
遺書は残される家族・友人・知人などに個人的なメッセージを送る手紙の意味合いが強い。自殺者の場合、その中でなぜ自分が自殺するのかという理由が語られることが多い。特にいじめに関するものでは、これを元にした裁判が行われる場合がある。大病や事故などで死を覚悟した際にも遺書を残す場合があり、日本航空123便墜落事故では死を覚悟した乗員・乗客による遺書が多数みられた。
遺書はその性質上直筆で書かれるものであるが、法律上は遺言書の作成は公正証書遺言として代筆させることも可能である。現代ではワープロソフトを用いて作成することもできるが遺言書の場合は自筆での作成が必要である（民967、968）。ワープロソフトによって執筆された遺書では、偽装自殺による殺人が疑われる事例もある。また、自殺する者は直筆の遺書をあえて自殺現場に残すことによって、彼・彼女の死後に死体を発見した者は、自殺した者の死因は自殺であり、殺人や事故死や変死などではないことを客観的に証明しようとする場合がある。
日本では有名なものに、円谷幸吉のものなどがある。

## 遺書的著作
著述家が死を覚悟した際、その思想などを遺書の意味を込めて書く例がある。日本では第二次世界大戦の頃、出征になりそうな若手の科学者がそのような書物を書いた例がある。たとえば、岩田久二雄は海南島への赴任が決まったとき、その出発前に「自然観察者の手記」という本を出しているが、これは今西錦司が「思い残しのないように」書いておくことを勧めたことを自伝に書いている（岩田、1976）。今西自身も、同時期に『生物の世界』などを出版したが、その序文には「私の命がもしこれまでのものだとしたら、私はせめてこの国の一隅に、こんな生物学者も存在していたということを、なにかの形で残したいと願った」とあり、同所の文庫版の解説では上山春平が「一種の遺書としての意味を持っていた」と指摘している。